# Nuno Bragança
Nuno Manuel María Caupers Bragança fue un escritor portugués nacido y fallecido en Lisboa. Nació el 12 de febrero de 1929 y falleció el 7 de febrero de 1985. Provenía de una familia de la alta aristocracia jurista portuguesa, y fue el autor de A Noite e o Riso (1969), Directa (1979), Square Tolstoi (1981), Estação - Contos (1984) Do Fim do Mundo (1990) y por lo menos una obra de teatro, A Morte da Perdiz aún no publicado. 
Perteneció al grupo de escritores que se oponían al régimen del Estado Novo. Estuvo en el exilio en Argelia y posteriormente en varios países de Europa.